# フランシス・ダーシー＝オズボーン (第7代リーズ公爵)

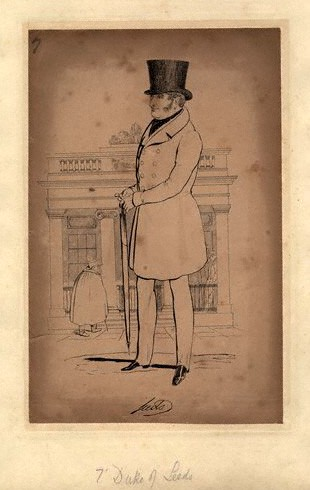
第7代リーズ公爵、1841年のリトグラフ。

第7代リーズ公爵フランシス・ゴドルフィン・ダーシー・ダーシー＝オズボーン（英語: Francis Godolphin D'Arcy D'Arcy-Osborne, 7th Duke of Leeds、1798年5月21日 – 1859年5月4日）は、イギリスの貴族、政治家。1826年から1830年まで庶民院議員を務めた。1799年から1838年までカーマーゼン侯爵の儀礼称号を使用した。

## 生涯
第6代リーズ公爵ジョージ・ウィリアム・フレデリック・オズボーンと妻シャーロット（1776年3月16日 – 1856年7月30日、初代タウンゼンド侯爵ジョージ・タウンゼンドの娘）の息子として、1798年5月21日にロンドンで生まれた。1815年5月4日、オックスフォード大学クライスト・チャーチに入学した。
1816年夏にフランスを旅した後、1817年にコルネット（騎兵少尉）として竜騎兵第10連隊に入隊、1820年に半給扱いとして王立西インドレンジャー連隊（Royal West India Rangers）のエンサイン（歩兵少尉）に転じ、1821年に竜騎兵第10連隊の中尉に昇進、1823年に現役給に戻った。1824年にアイルランド駐留になり、1825年に陸軍大尉に昇進、同年に再びフランスを旅した。1826年にライフ・ガーズ第2連隊の大尉に転じ、1828年に軍務から引退した。
1826年イギリス総選挙でヘルストン選挙区から出馬して、父の影響力により無投票で当選した。庶民院で演説した記録はなく、1827年3月にカトリック解放法案に反対票を投じ、1828年2月には審査法廃止にも反対票を投じた。1828年5月に再びカトリック解放法案への反対票を投じたが、父の6代リーズ公爵は1827年より主馬頭を務めたこともあって、首相の初代ウェリントン公爵アーサー・ウェルズリーに同調して貴族院で賛成票を投じた。2人は最終的に成立した1829年ローマ・カトリック信徒救済法に対しても1828年と同様の投票をした。1830年イギリス総選挙には出馬せず、庶民院議員を退任した。
1838年7月2日、繰上勅書により父からキヴァートンのオズボーン男爵位を継承したが、直後の7月10日に父が死去したためリーズ公爵位を継承、1839年2月19日にリーズ公爵として貴族院議員に就任した。父の死に伴い、ホーンビー城など継承者の決まった遺産を継承したが、6代リーズ公爵が遺言状で継承者を指定できる5万ポンド余りの遺産は6代リーズ公爵にとって息子同然のサックヴィル・ウォルター・レーン＝フォックス（7代リーズ公爵の妹の夫）が継承した。
庶民院議員の退任以降、7代リーズ公爵の政治観は徐々にホイッグ党の傾向が現れ、1840年代には穀物法廃止に賛成した。
1849年8月6日、ヴィクトリア女王の特許状を得て姓を「ダーシー＝オズボーン」に改めた。
1859年5月4日にジフテリアによりセント・ジョージ・ハノーヴァー・スクエアのクラレンドン・ホテル（Clarendon Hotel）で死去、12日にハートヒルで埋葬された。叔父初代ゴドルフィン男爵フランシス・ゴドルフィン・オズボーンの息子ジョージ・ゴドルフィン・オズボーンがリーズ公爵位を継承した。一方、ダーシー・ド・ネイス男爵位、コンヤーズ男爵位、ポルトガルの爵位であるメルトラ伯爵位は妹の息子サックヴィル・ジョージ・レーン＝フォックスが継承した。

## 家族
1828年4月24日、ルイーザ・キャサリン・ハーヴィー＝バサースト（Louisa Catherine Hervey-Bathurst、1791年ごろ – 1874年4月8日、初代準男爵サー・フェルトン・ハーヴィー＝バサーストの未亡人、リチャード・カトンの娘）と結婚したが、2人の間に子供はいなかった。ホランド男爵夫人エリザベス・フォックスはルイーザ・キャサリンを「非常に愚かな、アメリカ生まれの未亡人」（profoundly stupid American-born widow）と形容し、2人の結婚に父の6代リーズ公爵が心を痛めたとしている。